# 稲村亜美
稲村 亜美（いなむら あみ、1996年（平成8年）1月13日 - ）は、日本のタレント、ベースボール5選手。東京都出身。浅井企画所属。

## 経歴
当初は、ジャスティスジャパンエンターテイメント（旧：ジャスティスプロダクション）に所属していた。
2013年9月20日発売のFRIDAYで発表された「ミスiD2014」にて、準グランプリに相当する「ミスiD（アイドル）2014」に選出された。
2014年3月13日、日出高等学校を卒業し、同年4月1日に国士舘大学21世紀アジア学部に入学、4月14日には『週刊プレイボーイ』×グラドル自画撮り部「第1回ジガドル・グランプリ」吉田豪賞を受賞する。
2015年3月26日公開された、トヨタ自動車のCM「G's Baseball Party」に出演して注目を集める。稲村も最後に登場し、OL風スーツでの豪快な野球投球スイングが「神スイング」として話題となった。同年8月1日には巨人対中日戦の試合前イベントに登場、「神スイング」を披露し、スタンドのファンを湧かせるとともに、原辰徳監督（当時）をして「非の打ち所がないですね」と言わしめた。
2016年1月に浅井企画へ移籍し、同年3月14日に女子プロ野球チーム・埼玉アストライアの公認「神サポーター」に就任するとともに3月19日開催の東京ガールズコレクション(TGC)2016 SPRING/SUMMERにて東京ガールズラン(TGR)5期生就任を発表、またフジテレビONE『プロ野球ニュース』の金曜担当キャスターに抜擢（）、3月24日に開幕直前スペシャルとして初回放送を迎えた。この年より始球式を務める機会が増え、4月24日、5月8日、11月23日と3度自己最速を更新した。なお、プロ野球の球場における自身最速の球速は105km/hである。
また、2016年には「第11回 BFA U-18野球チャンピオンシップ」「第7回女子野球ワールドカップ」「第1回 U-23 野球ワールドカップ」の3大会のアンバサダーを古田敦也とともに務めた（BS-TBSの中継番組にも大会アンバサダーとして出演）。
2016年10月、ゴルフネットワークよりゴルフワールドカップ応援サポーターに任命される。
2017年度、川崎競馬のイメージキャラクターに就任。
2018年3月10日、明治神宮野球場で開催された日本リトルシニア中学硬式野球協会関東連盟の開会式で、投球した後に大勢の中学生出場選手らにすし詰めになるほど取り囲まれるハプニングが発生した。この件について、稲村もTwitter上で無事であると表明したが、インターネット上で「胸を触った」などと、武勇伝のように語る中学生球児らもおり、群がった多数の中学生と事態を軽く扱った運営への批判も上がった。3月13日、主催者の日本リトルシニア中学硬式野球協会関東連盟は、この一件で選手数名が怪我をしたことと謝罪文を発表した。
2018年4月23日、国土交通省から「自転車アンバサダー」に任命される。
2018年11月10日、徒歩で帰宅中に左足首をひねり、腓骨を骨折。19日、手術を実施。
2019年4月1日スタートのスポーツ番組『TOKYO LOVE SPORTS』（TOKYO MX）で、登坂淳一とのコンビでキャスターを務める。
2022年7月17日、5人制手打ち野球｢ベースボール5（B5）｣の初代日本代表決定戦の決勝トーナメントが都内で行われ、稲村が所属する東京ヴェルディ・バンバータが優勝。B5初代日本代表の座を勝ち取り、第1回アジア杯出場が決まっていた。しかし、19日になって、アジア杯の参加規約にある「新型コロナウイルスのワクチン接種」において、チーム内で期日までに満たせていなかったことが判明し、代表権取り消しとなった。

## 人物
兄2人が野球をしていた影響で、稲村も小学1年生から東京都の少年野球チームで野球を始め、中学生の時はシニアリーグに在籍していた。守備ポジションは投手か一塁手だった。こうした経歴から、自分のグラビアで、バットスイングやピッチングフォームを披露することが多く、「野球好きの有名人」として取り上げられることも多い。投打は右投右打。
雑誌のインタビューやグラビアの記事でのプロフィール欄には、トヨタ自動車のウェブCMで披露した、美しいバッティングフォームが「神スイング」と称されたことが大きな話題となった（あるいは、「神スイング」がきっかけでブレイクした）と言及されることが少なくない。最高球速（Max）で時速105kmのボールを投げることができて、先述のように「神スイング」を併せ持つことから、「二刀流のグラビアアイドル」と称されることがある。
目標は、プロ野球全12球団の始球式に出ること。2023年8月15日までの時点で既に日本野球機構（NPB）に加盟している11球団の始球式を務めており、残るのは読売ジャイアンツ（巨人）主催試合の始球式のみとなっている。
始球式を終えた際は、ピッチャーマウンドの土を整え直してから降りることを礼儀として心掛けている。
特技は、居酒屋でのアルバイトで習得した銀杏むき。
ゴルフ番組のアシスタント就任をきっかけにゴルフも始め、以降はゴルフ関係の活動も目立つ。2021年秋に念願のスコア100切りを達成し、2024年現在のベストスコアは85。
二級小型船舶免許を所持。
憧れの人物はソフトボール選手の上野由岐子とプロ野球選手の川﨑宗則。

## 出演

### テレビ

#### バラエティ・情報番組
- プロ野球ニュース（2016年3月24日 - 、フジテレビONE） - 金曜MC(レギュラー)、2017年 - は、水曜MC、2021年 - は、木曜MC。
- ゴルフの真髄（2016年4月2日 - 、テレビ東京） - レギュラー
- 中畑清 熱血!スポーツ応援団（2016年4月8日 - 2017年3月27日、BS11） - アシスタント
- 戦え!スポーツ内閣（2016年10月5日 - 2020年9月23日、MBSテレビ） - コメンテーター（神スイング大臣）
- もえスポ（2018年3月24日 - 2022年3月27日、KHB東日本放送） - 準レギュラー、アシスタント。
- GIRLS CATCHBALL〜MACHIBIJO another story〜2018年10月6日 - 、テレビ埼玉） - MC[41]
- TOKYO LOVE SPORTS（2019年4月1日 - 9月30日、TOKYO MX） - キャスター（登坂淳一と共演）[24]
- まちイチ nice to people（2020年4月20日 - 、CBCテレビ）
- 稲村亜美のゴルフ情報番組「ゴルフスイッチ!」→稲村亜美・アンタッチャブル柴田の「ゴルフスイッチ!」（2018年4月 - 、ゴルフネットワーク） - MC
- なんでもクイズスタジアム プロ野球王決定戦（2022年3月27日、テレビ東京）- ゲスト
- みんなのKEIBA（2022年4月10日、フジテレビ） - ゲスト
- 稲村亜美のセカトビ!〜世界に飛び出せ!岩手のスポーツ〜（IBC岩手放送、不定期）- 司会
- 水バラ 1歩1円ウォーキング対決旅2 冬の東北350km 日光～岩手・平泉（2023年1月11日、テレビ東京）‐ ゲスト(バス旅Zチーム)
- 発見!!食遺産 #あなたのレシピ残させてください（2021年5月23日、2021年5月30日、2021年10月17日、2021年10月24日、2022年2月27日、2022年3月6日、2023年2月5日、2023年2月12日、2023年11月26日、2023年12月3日、テレビ大阪） - ゲスト
- カープ開幕直前SP 鯉党!達川内閣（2025年3月25日、テレビ新広島）

#### ドラマ
- 昼顔〜平日午後3時の恋人たち〜（2014年、フジテレビ） - 生徒 役
- 初森ベマーズ 第5話（2015年8月8日、テレビ東京） - 翠玉アミ 役[42]
- 警視庁・捜査一課長 season3 第3話（2018年4月26日 、テレビ朝日） - 喫茶店従業員 役[43]

### ラジオ
- 関根勤のスポパラ（2015年10月5日 - 2018年3月25日、文化放送） - レギュラー
- MY OLYMPIC MEMORIES（2020年10月4日 - 2021年1月31日、JFN系38局ネット。2021年2月6日 - 2021年12月25日、TOKYO FM）
- NCPグループ ゆいごんの窓口 presents 稲村亜美の相続相談フルスイング（2021年10月3日 - 2024年9月26日、TBSラジオ）
- 遺産相続の専門家集団・NCP presents 稲村亜美と司法書士（2024年10月3日 - 、TBSラジオ）
- 稲村亜美とダンビラムーチョの野球のハナシ（2022年1月10日 - 、YBSラジオ）
- 稲村亜美のココシロインターン（2022年4月 - 、ラジオ関西・ラジオNIKKEI第1）
- Sky presents 中村七之助のラジのすけ（2023年10月7日 - 、ABCラジオ）[44]

### PV
- RYO「HOMARE」[45]

### Web

#### 番組配信
- 話せるスポーツニュース スポヲチ (2015年8月24日 - 、ニコニコ生放送)
- 石井一久の〇〇してみた (2015年10月2日 - 、ニコニコ生放送)
- ABEMA バズ!パ・リーグ（2020年8月14日‐、ABEMA）解説

#### 記事配信
- 東京ルッチ
  1. 東京駅のおいしい駅弁『9選』を稲村亜美ちゃんと紹介!（2015年12月11日）
  2. スカイツリーのイルミネーションを稲村亜美ちゃんと紹介!（2015年12月14日）
  3. 神田明神に稲村亜美ちゃんと参拝! 面白スポットもご紹介!（2015年12月23日）
  4. スカイツリータウンのすみだ水族館を稲村亜美ちゃんとナビ!（2015年12月28日）
  5. コメダ珈琲店の新メニューを稲村亜美ちゃんと実食レポート!（2016年1月22日）
  6. 東京駅のお土産はコレ! 新商品8選を稲村亜美ちゃんと実食レポート（2016年2月17日）
  7. KITTE(キッテ)の見どころを稲村亜美ちゃんと紹介!（2016年3月23日）
  8. コメダ珈琲店の「ベリーノワール」を稲村亜美ちゃんが神食レポ!（2016年4月15日）
- 週プレnet (集英社)
  - EX396 稲村亜美 ATHLETE BODY（2016年2月8日）
  - 稲村亜美スペシャル写真集「肉体美」（2016年5月1日）

#### 電子書籍
- デジタル週プレ写真集 (集英社)
  - 稲村亜美「“神スイング”が話題となった身長173cm、アスリートボディの現役女子大生」(2015年9月4日)
  - 稲村亜美「ATHLETE BODY」(2016年4月1日)
- 稲村亜美 どまんなか（スピ/サン グラビアフォトブック）」(2019年5月20日)

#### ゲームアプリ
- プロ野球ロワイヤル（2016年4月15日、DeNA） - イベントリポーター

### 舞台
- アリスインプロジェクト「パラダイスロスト」（2012年2月1日 - 6日、池袋・シアターKASSAI） - 月組 四谷メル 役
- アリスインプロジェクト「ワールズエンド・ガールズスタート」（2012年5月2日 - 6日、池袋・シアターKASSAI） - 月組 草加亜紀 役
- カンコンキンシアター
  - 30「クドい!」- 82歳まで生きる事に決めました!（2016年8月5日 - 14日、東京グローブ座）[46]
  - 31「クドい!」- 味方は孫だけ（2017年8月11日 - 20日、東京グローブ座）

### CM
- 大正製薬 コーラックファースト「ピンクの小窓」（2013年2月15日）
- J SPORTS 第100回ツール・ド・フランス「ペダルオトメ100」（2013年5月17日）
- トヨタ自動車「G's Baseball Party」（2015年3月26日、江口カン監督）
- グーネット「ID車両」（2016年8月 - ）
- アイシン精機「ASLEEP(アスリープ)」（2016年11月 - ）
- 湖池屋「乳酸菌LS1」（2017年 - ）
- アサヒ飲料「ワンダモーニングショット」（2017年9月 - ）
- 岡三オンライン証券（2019年4月1日 - ）[47]
- センチュリー21（2021年4月1日 - ） - イメージキャラクター「2代目センチュリー21ガール」
- 日本PCサービス「デジタルホスピタル」（2023年6月 - ） - 特命PR部長

### 始球式
| 年     | 月日    | 試合                                 | 対戦カード                                  | 球場                               | 打者       | 捕手       | 球速     | 備考            |
| ------ | ------- | ------------------------------------ | ------------------------------------------- | ---------------------------------- | ---------- | ---------- | -------- | --------------- |
| 2015年 | 7月28日 | 第86回都市対抗野球大会               | 大阪ガス vs 三菱重工広島                    | 東京ドーム                         | 青栁匠     | 國本剛志   | 098km/h  |                 |
| 2015年 | 9月15日 | プロ野球公式戦                       | 東京ヤクルト vs 横浜DeNA                    | 明治神宮野球場                     | 荒波翔     | 中村悠平   | 096km/h  |                 |
| 2016年 | 2月27日 | 2016球春みやざきベースボールゲームズ | 福岡ソフトバンク vs 千葉ロッテ              | 宮崎市アイビースタジアム           | 岡田幸文   | 拓也       | 096km/h  |                 |
| 2016年 | 2月28日 | 2016球春みやざきベースボールゲームズ | オリックス vs 東北楽天                      | 宮崎市清武総合公園SOKKENスタジアム | 岡島豪郎   | 山崎勝己   | 098km/h  |                 |
| 2016年 | 4月05日 | プロ野球公式戦                       | 埼玉西武 vs 北海道日本ハム                  | 西武プリンスドーム                 | 陽岱鋼     | 炭谷銀仁朗 | 098km/h  |                 |
| 2016年 | 4月09日 | 女子プロ野球公式戦                   | 埼玉アストライア vs 兵庫ディオーネ          | 川口市営球場                       | コータロー | 今井志穂   | 計測不能 |                 |
| 2016年 | 4月10日 | ルートインBCリーグ公式戦             | 信濃グランセローズ vs 富山GRNサンダーバーズ | 長野オリンピックスタジアム         | 石突廣彦   | 柴田悠介   | 098km/h  |                 |
| 2016年 | 4月24日 | プロ野球公式戦                       | 千葉ロッテ vs オリックス                    | QVCマリンフィールド                | 駿太       | 田村龍弘   | 103km/h  | [ 注 3 ]        |
| 2016年 | 5月08日 | 台湾プロ野球公式戦                   | 中信兄弟 vs 統一セブンイレブン・ライオンズ  | 新荘体育場野球場                   |            | 希克       | 104km/h  | [ 注 4 ] [ 48 ] |
| 2016年 | 5月15日 | 女子プロ野球公式戦                   | 兵庫ディオーネ vs 京都フローラ              | ほっともっとフィールド神戸         | 中村茜     | 寺部歩美   | 099km/h  |                 |
| 2016年 | 7月03日 | プロ野球公式戦                       | 福岡ソフトバンク vs 北海道日本ハム          | 福岡ヤフオク!ドーム                | 大谷翔平   | 細川亨     | 097km/h  |                 |
| 2016年 | 7月24日 | プロ野球公式戦                       | 中日 vs 東京ヤクルト                        | ナゴヤドーム                       | 大引啓次   | 杉山翔大   | 098km/h  |                 |
| 2016年 | 9月18日 | プロ野球公式戦                       | 横浜DeNA vs 広島東洋カープ                  | 横浜スタジアム                     | 田中広輔   | 戸柱恭孝   | 102km/h  |                 |
| 2017年 | 3月18日 | プロ野球オープン戦                   | 埼玉西武 vs 福岡ソフトバンク                | メットライフドーム                 |            |            | 098km/h  |                 |
| 2017年 | 4月03日 | 女子プロ野球公式戦                   | 兵庫ディオーネ vs 京都フローラ              | 京セラドーム大阪                   |            |            | 096km/h  |                 |
| 2017年 | 4月08日 | プロ野球公式戦                       | 阪神 vs 巨人                                | 阪神甲子園球場                     | 中井大介   | 梅野隆太郎 | 103km/h  |                 |
| 2017年 | 4月09日 | 女子プロ野球公式戦                   |                                             |                                    |            |            |          | [ 注 5 ]        |
| 2017年 | 4月16日 | プロ野球公式戦                       | 東北楽天 vs 北海道日本ハム                  | Koboパーク宮城                     | 西川遥輝   | 嶋基宏     | 097km/h  |                 |
| 2017年 | 4月25日 | プロ野球公式戦                       | 阪神 vs 横浜DeNA                            | 阪神甲子園球場                     | 桑原将志   | 梅野隆太郎 | 101km/h  | [ 注 6 ]        |
| 2017年 | 4月28日 | プロ野球公式戦                       | オリックス vs 福岡ソフトバンク              | 京セラドーム大阪                   | 川﨑宗則   |            | 092km/h  |                 |
| 2017年 | 4月30日 | プロ野球公式戦                       | 横浜DeNA vs 広島                            | 横浜スタジアム                     | 柴田竜拓   | 髙城俊人   | 092km/h  |                 |
| 2017年 | 5月07日 | プロ野球公式戦                       | 中日 vs 巨人                                | ナゴヤドーム                       | 中井大介   |            | 058km/h  |                 |
| 2017年 | 5月19日 | プロ野球公式戦                       | 中日 vs 広島東洋                            | ナゴヤドーム                       | 田中広輔   |            | 096km/h  |                 |
| 2017年 | 7月30日 | プロ野球公式戦                       | オリックス vs 東北楽天                      | 京セラドーム大阪                   |            |            | 097km/h  |                 |

- 1打席対決は後述。稲村はこの他、2018年3月10日の日本リトルシニア中学硬式野球協会関東連盟の開幕式（明治神宮野球場）で96km/hを記録している。

### 始打式
- 女子プロ野球公式戦 京都フローラ vs 埼玉アストライア（2016年3月26日、わかさスタジアム京都）- 投手：加藤優
- 日本女子ソフトボールリーグ公式戦 ビックカメラ高崎BEE QUEEN vs Honda Reverta（2016年4月17日、QVCマリンフィールド）- 投手：中畑清
- プロ野球公式戦 千葉ロッテマリーンズ vs オリックス・バファローズ（2016年4月24日、QVCマリンフィールド）- 投手：涌井秀章
- 台湾プロ野球公式戦 中信兄弟 vs 統一セブンイレブン・ライオンズ（2016年5月7日、新荘体育場野球場）- 投手：許銘傑（「棒球女孩日」イベント[49]）

### 1打席対決
- プロ野球公式戦 北海道日本ハムファイターズ vs 埼玉西武ライオンズ（2016年6月28日、札幌ドーム）- 打者：フェルナンド・セギノール、捕手：市川友也。初球に投じた102km/hの直球をセンター前に打ち返したセギノールの勝利[50]。
- 千葉ロッテマリーンズファン感謝デー（2016年11月23日、QVCマリンフィールド）- 打者：平沢大河。フルカウントからの7球目に自己最速の105km/hを記録した。四球となるところを球審役の江村直也が勝負を続行させ、9球目の背後に抜けた球を平沢が空振りして三振に仕留め稲村の勝利となった[51][52]。

### イベント
- ガチ人狼（2015年11月29日、神保町花月）

### 雑誌
- ヤングガンガン（2014年3月7日・3月20日、スクウェア・エニックス）
- smart（2015年9月24日、宝島社）
- ヤングアニマル嵐（2016年1月4日・5月6日、白泉社）
- 週刊プレイボーイ（2016年2月8日、集英社） - 表紙・巻頭グラビア
- CAPA（2016年3月20日、学研） - 土屋勝義 × 稲村亜美、キヤノンEOS 80D × 神スイング女子
- 週刊ベースボール（2016年3月23日号・2017年1月23日号、ベースボール・マガジン社）
- MAMOR（2017年3月号、扶桑社） - 表紙と巻頭グラビア、陸上自衛隊の制服を着て撮影

### 写真集
- どまんなか（2017年6月26日、小学館、撮影：西條彰仁）ISBN 978-4096822531[53]